# Темтас
Темтас — река в России, протекает по Великоустюгскому району Вологодской области. Длина реки составляет 26 км.
Исток реки расположен в 21 км к северо-западу от Великого Устюга. Темтас течёт по лесам на юг. Притоки — Медведица, Остроиха, Макеевка (все — левые). В верхнем течении не населена, в нижнем течении на берегах реки находится ряд деревень Марденгского сельского поселения, включая его центр — деревню Благовещенье (левый берег). Прочие деревни — Большое Ямкино и Полутино (нежилая) на левом берегу; Тельтево на правом. При впадении Темтаса в Сухону стоит деревня Ястреблево.

## Данные водного реестра
По данным государственного водного реестра России относится к Двинско-Печорскому бассейновому округу, водохозяйственный участок реки — Северная Двина от начала реки до впадения реки Вычегда, без рек Юг и Сухона (от истока до Кубенского гидроузла), речной подбассейн реки — Сухона. Речной бассейн реки — Северная Двина.
Код объекта в государственном водном реестре — 03020100312103000009937.